# Apalus mulsanti
Apalus mulsanti is een keversoort uit de familie van oliekevers (Meloidae). De wetenschappelijke naam van de soort is voor het eerst geldig gepubliceerd in 1878 door Reiche.